# John B. Hay

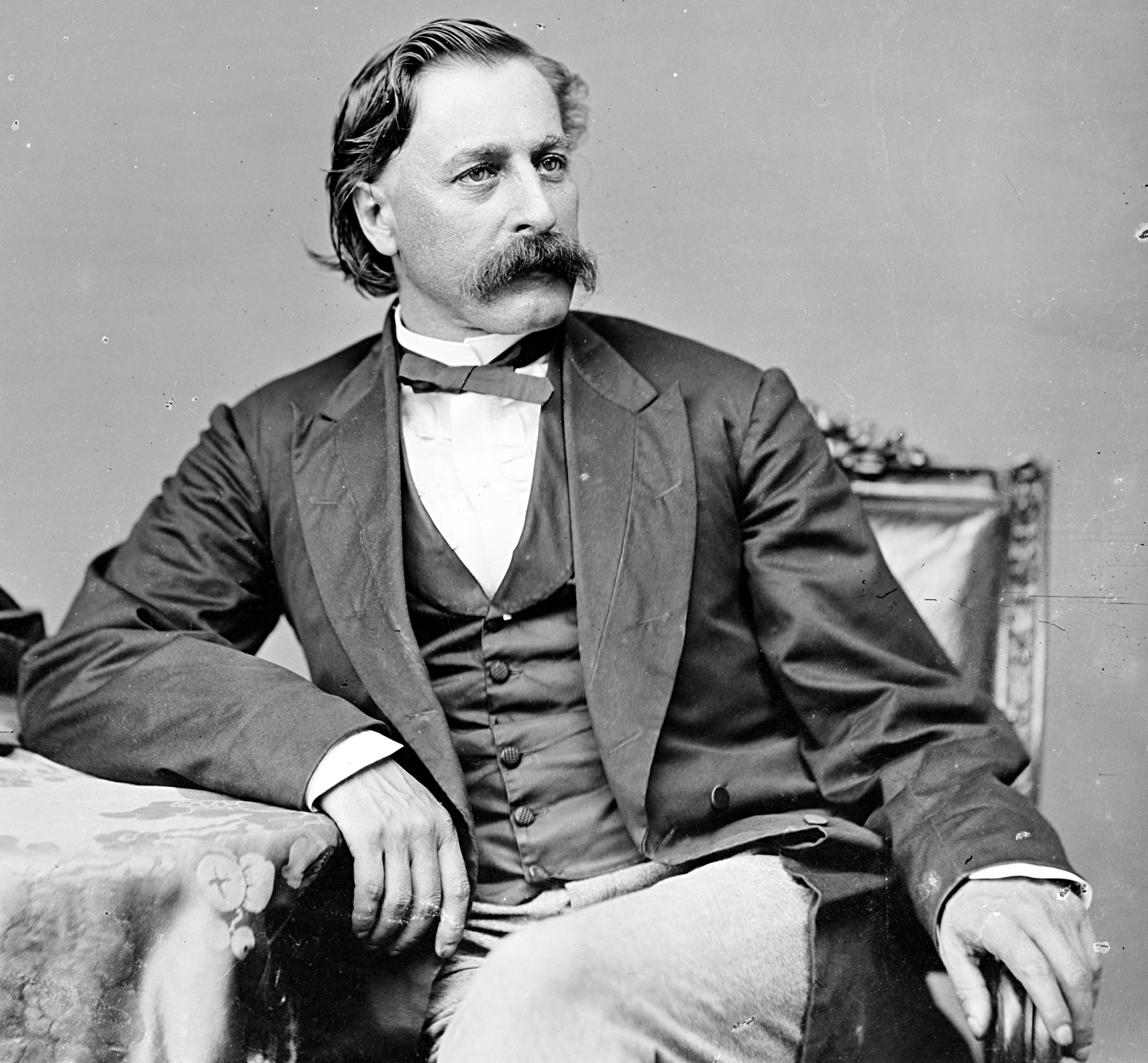
John B. Hay

John Breese Hay (* 8. Januar 1834 in Belleville, Illinois; † 16. Juni 1916 ebenda) war ein US-amerikanischer Politiker. Zwischen 1869 und 1873 vertrat er den Bundesstaat Illinois im US-Repräsentantenhaus.

## Werdegang
John Hay erhielt nur eine eingeschränkte Grundschulausbildung. Danach absolvierte er eine Lehre im Druckereihandwerk. Nach einem anschließenden Jurastudium und seiner 1851 erfolgten Zulassung als Rechtsanwalt begann er in Belleville in diesem Beruf zu arbeiten. Gleichzeitig schlug er als Mitglied der Republikanischen Partei eine politische Laufbahn ein. Im Jahr 1860 war er Delegierter auf dem regionalen Parteitag der Republikaner in Illinois. Von 1860 bis 1868 fungierte er als Staatsanwalt im 24. Gerichtsbezirk seines Staates. Diese Zeit wurde durch seinen Militärdienst während des Bürgerkrieges im Heer der Union unterbrochen.
Bei den Kongresswahlen des Jahres 1868 wurde Hay im zwölften Wahlbezirk von Illinois in das US-Repräsentantenhaus in Washington, D.C. gewählt, wo er am 4. März 1869 die Nachfolge von Jehu Baker antrat. Nach einer Wiederwahl konnte er bis zum 3. März 1873 zwei Legislaturperioden im Kongress absolvieren. Im Jahr 1872 wurde er nicht bestätigt.
Nach dem Ende seiner Zeit im US-Repräsentantenhaus praktizierte John Hay wieder als Anwalt. Im Jahr 1880 bewarb er sich erfolglos um die Rückkehr in den Kongress. Von 1881 bis 1885 war er Posthalter in Belleville; von 1886 bis 1900 amtierte er als Richter im St. Clair County. Danach war er zwischen 1901 und 1905 Bürgermeister seiner Heimatstadt Belleville. Anschließend war er bis 1914 als Bezirksrichter tätig. John Hay starb am 16. Juni 1916 in Belleville.